# Vali Boghean
 (septembre 2017).
Vali Boghean, né le 21 septembre 1977 à Bumbata, dans le raion d'Ungheni, en Moldavie, est un compositeur, musicien et instrumentiste moldave.

## Biographie

### Enfance
Vali Boghean, né en 1977,  est le 14e enfant de la famille. Son père joue depuis longtemps de l'accordéon. À l'âge de huit ans, il est inscrit à l'école de musique de Cornești dans la classe de piano. Deux ans plus tard, il commence à étudier la trompette. À l'âge de 13 ans, il fait partie de l'orchestre instrumental-folklorique au Centre de création des enfants à Ungheni.

### Aghelia
En 1992, sept frères Boghean (cinq frères et deux sœurs) fonde le groupe de musique Aghelia. Le nom est donné en l'honneur du frère aîné qui a disparu dans des circonstances suspectes liée à l'armée soviétique. Le groupe devient populaire et ils sont invités à des concerts à Iași.

### X-band
Après un certain temps, Vali Boghean retourne à Ungheni et y commence à étudier et à interpréter du jazz avec pour professeurs Pavel Căpăţină et Ion Lincovschi. En 1999, il apprend aussi le saxophone. En 2000, avec Pavel Capaţină et Ion Lincovschi, il fonde le groupe de jazz-rock X-Band.
Vers la fin de l'année, le X-Ban occupe le 1er rang au Festival républicain « Les harmonies d'automne », organisé par le Centre National de création populaire. Un mois plus tard, le groupe est désigné comme le meilleur groupe de musique au Festival international de musique Steaua Chisinau.

### Trigon
Dans les années 2001-2003, il participe à plusieurs festivals de musique folklorique. 
En 2003, il est invité par Anatol Ștefăneț, leader de Trigon (en), à participer en tant qu'instrumentiste dans le cadre du projet SeaZONE, destiné à imprimer un disque de musique ethno-jazz Autumn Visit. Ce projet est réalisé avec la participation du guitariste de Crimée, Enver Ismaïlov. Après cette collaboration, Valentin Boghean reste membre du groupe jusqu'en 2007.
Une collaboration avec le groupe ethno-jazz géorgien The Shin et Transbalcanica a suivi. En 2014, Vali Boghean recommence à travailler avec Trigon.

### Band Boghean
En 2009, Vali Boghean met en place son propre groupe, Vali Boghean Band, avec le guitariste Sandu Daraban et le contrebassiste Oleg Lascu. Ils sont rejoints plus tard par le batteur Gari Tverdohleb, le claviériste Valentin Schirca, le bassiste Gheorghe Postoronca, le violoniste Radu Talambuţă et l’interprète de flûte Bogdan Turcan. La composition du groupe a changé avec le temps.

## Performances artistiques
- 1997 - 2e place au festival Galbenă Gutuie, Chișinău
- 2001 - Le Trophée du Festival Lăutarii Moldoveneşti, Edineț
- 2002 - Lauréat du Festival de musique folklorique Maria Drăgan, Nisporeni
- 2001 - Lauréat au Festival de musique folklorique Pe malul Dunării Giurgiu, Roumanie
- 2001 - 2e place au festival Maria Tănase, Craiova, Roumanie
- 2005 - 1re place au Festival Folklorique De Ispas la Năsăud, Bistriţa-Năsăud, Roumanie
- 2005 - Trophée à la 1re édition du Festival Nicolae Sulac, Chișinău[5]
- 2006 - Le Trophée du Festival Mamaia - 2006, Section Folklorique, Mamaia, Roumanie[6]
- 2013 - Le Trophée du Festival de Musique Potcoava de Aur, 8e édition[7]

### Discographie
- 2003 - Autumn Visit avec Trigon, Polidisc Records (Moldavie)[3]
- 2004 - Seven Steps avec Trigon, MAVR Company (Moldavie)
- 2005 - Transbalkanica avec Transbalkanica, Media PRO (Roumanie)
- 2011 - Doar ea Boghean Band, Independent Label (Moldavie)[8]

### Théâtre et film
- 12 Scaune[9] (2012) réalisé par Petru Hadârcă[10]
- Hronicul Gainarilor [9] (2014) réalisé par Petru Hadârcă[11]
- Pepe ciorap lung [9] (2015) réalisé par Petru Hadârcă[12]
- Aveti ceva de declarat? [9] (2016) réalisé par în Petru Hadârcă
- Seceta Rosie[9] (2017) réalisé par Petru Hadârcă[13]
- Plânsul pământului[9] et  Pâinea cea de-a pururi[9] - écriture radio par Magda Duţu, après le roman Le livre de la faim de Larisa Turea, dirigé par Petru Hadârcă (2016)
- Court métrage animé "Dji Death Sails"[14] pour Simpals Animation Studio (2015)[15]